# Ocotea acunaiana
Ocotea acunaiana är en lagerväxtart som beskrevs av Johannes Bisse. Ocotea acunaiana ingår i släktet Ocotea och familjen lagerväxter. Inga underarter finns listade i Catalogue of Life.